# 辻明弘
辻 明弘（つじ あきひろ、1934年8月3日 - ）は、日本の経営者。トーメン社長、会長を務めた。

## 経歴
大阪府出身。1958年に東京工業大学理工学部を卒業し、同年に東洋綿花(のちのトーメン)に入社。1986年6月に取締役に就任し、1990年10月に常務、1993年6月に専務、1995年6月に副社長を経て、1997年6月には社長に就任し、2000年4月までに務めた。